# Go-Yōzei

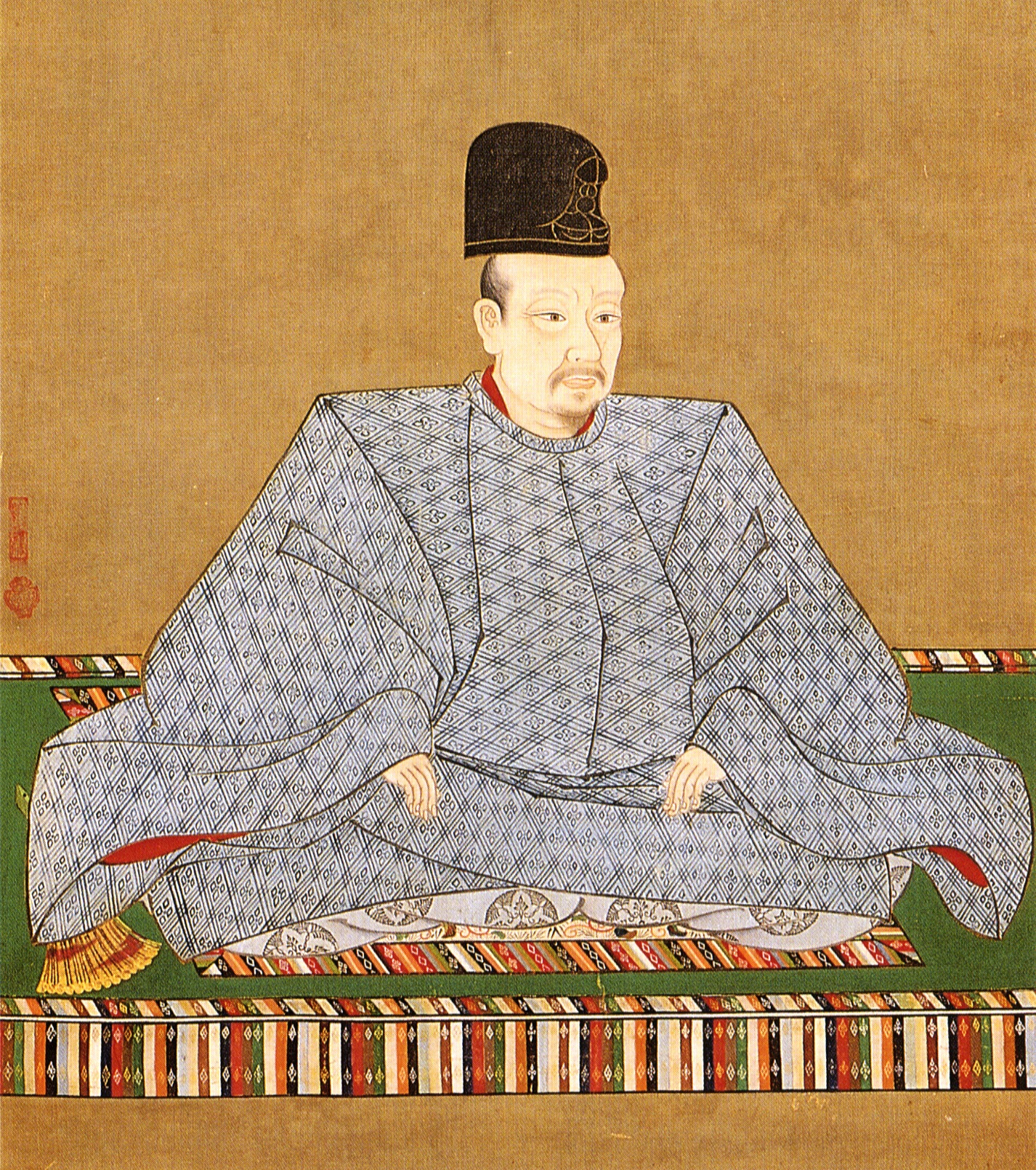
Go-Yōzei

Kaiser Go-Yōzei (jap. 後陽成天皇, Go-Yōzei-tennō; * 31. Dezember 1571; † 25. September 1617) war der 107. Tennō von Japan (17. Dezember 1586–9. Mai 1611). Er war ein Enkel von Kaiser Ōgimachi. Sein Eigenname war ursprünglich Kazuhito (和仁) wurde später aber zu Katahito (周仁) geändert.

## Regierung
Sein Großvater Kaiser Ōgimachi trat am 17. Dezember 1586 zurück. Go-Yōzei wurde mit Unterstützung Toyotomi Hideyoshis dessen Nachfolger. Als Hideyoshi im Jahr 1598 starb, konnte Tokugawa Ieyasu im Jahr 1600 die entscheidende Schlacht von Sekigahara um die politische Nachfolge für sich entscheiden. 1603 besiegelte Tokugawa Ieyasu seine führende Stellung, indem er sich von Tennō Go-Yōzei den Titel Shōgun verleihen ließ. Dies markiert nach allgemeiner Darstellung den Beginn der Edo-Zeit, die politisch vom Tokugawa-Shōgunat (japanisch „bakufu“, wörtlich „die Zeltregierung der Shōgune“) in Edo dominiert wurde.
Go-Yōzei suchte seinen politischen Einfluss und die Position seines Amtes durch das Wiederaufleben gewisser Zeremonien und durch sein Verlangen zu stärken, dass sich die Kriegerkaste loyal und respektierlich zu verhalten habe. Letztlich spielte der Kaiserhof aber bis zum Ende der Edo-Zeit keine bedeutende politische Rolle mehr.

### Ökonomie
Die wirtschaftliche Situation des Hofes besserte sich während seiner Amtszeit, da die Shogune nicht nur einzelnen Hofdamen und Höflingen Land verliehen, sondern auch die Kosten von Renovierungen und Neubauten von großen Teilen der Palastanlage finanzierten.

## Gemahlinnen
Seine Hauptfrau Sakikio (= Chūkamon-in) war die Tochter von Konoe Sakihisa, die Hochzeit fand 1586/11/6 statt. Sie war die Mutter des späteren Go-Mizunoo und von Nobuhiro, der auf kaiserlichen Befehl von Konoe Nobutada adoptiert wurde, um die Familie nicht aussterben zu lassen.
Die Gemahlinnen Go-Yōzeis nahmen es mit der Treue nicht sehr ernst. 1595/6 wurde bekannt, dass die Kōtō no naishi eine Affäre mit Kōga Atsumichi hatte.
Bedeutender war der Skandal vom Sommer 1609. Die kaiserlichen Konkubinen Shin’ōsuke (18-jährig und im Rang am höchsten stehende), Nakanoin, Minase, Sanuki und Karahashi hatten Verhältnisse mit sieben Höflingen, die wohl im Frühjahr 1608 begonnen hatten. Der als Schönling und kabukimono beschriebene Inokuma Noritoshi und Shin’ōsuke waren im Zentrum des Skandals. Nachdem der Tennō im siebten Monat von den Verhältnissen erfahren hatte, forderte er die Hinrichtung aller fünf Frauen sowie von neun Höflingen – ihre Köpfe sollten, wie die von Gemeinen, am Gefängnistor zur Schau gestellt werden. Diese drastische Maßnahme wurde von Tokugawa Ieyasu verhindert. Am Ende wurden die gesellschaftlich am niedrigsten stehenden Hauptschuldigen Inokuma und Kaneyasu, Bruder Sanukis, die geflohen waren, im zehnten Monat hingerichtet. Die anderen Beteiligten wurden verbannt, die Frauen unter vergleichsweise ärmlichen Bedingungen auf eine Insel vor der Izu-Halbinsel.

## Rücktritt
Go-Yōzei plante 1598/10 – er war, kränklich, 28 Jahre alt und hatte bereits 13 Jahre regiert – zu Gunsten seines jüngeren Bruders, des Prinzen Hajijōnomiya Toshihito, zurückzutreten, wohl um durch die Reetablierung eines insei direkter in die Regierungsgeschäfte eingreifen zu können, dabei wollte er wohl das durch Hideyoshis Tod entstandene politische Vakuum ausnutzen. Das Vorhaben scheiterte an fehlenden finanziellen Mitteln für die entsprechenden Zeremonien ebenso wie an der Opposition der Höflinge, zuvorderst Konoe Nobutada.
Sein Wunsch 1609 zugunsten Go-Mizunoos zurückzutreten, entwickelte sich zum Machtkampf mit Ieyasu. Bereits seit längerer Zeit war er mit dem öffentlichen Leben unzufrieden, er hatte sich immer mehr zurückgezogen. Die Zustimmung zum Rücktritt wurde von Tokugawa, dessen Shogunat die Zeremonien zu finanzieren hatte, erfolgte erst 3 Monate später (1610/2/2). Es folgten mehrfache Aufschübe des Rücktritts und ein Hin und Her, auch um die Zeremonie der Volljährigkeitserklärung der Kronprinzen, die auf kaiserlichen Wunsch nach dem „Vorbild von Engi“ erfolgen sollte. Dies hätte eine Stärkung der Position des Tennō gegenüber dem Shogunat impliziert. Die Volljährigkeitsfeier fand ohne Teilnahme der Tokugawas nun 1610/12/23 statt, die Abdankung im folgenden Jahr 3/27. Zu seiner persönlichen Versorgung erhielt der Zurückgetretene einen neuerrichteten Palast sowie magere 2000 koku Land zugewiesen.